# Hipàgores
Hipàgores (en llatí Hippagoras, en grec antic Ἱππαγόρας) fou un escriptor grec, esmentat per Ateneu de Naucratis (Deipnosophistae XIV. p. 1630 A) que va escriure un tractat titulat Περὶ τῆς Καρχηδονίων Πολιτείας.